# Bembo (plemstvo)
Bembo, mletačka plemićka obitelj 
U Hrvatskoj je imala posjede u Istri. Posjedovali su kaštel Bale. Obitelj se ondje pojavila u 17. stoljeću davajući podestate, zatim i posjednike. Živjeli su u Mlecima, a u Balama su stalno nastanjeni tek od 1750. godine. Mnogi Bembi živjeli su u Puli.
Dala je nekoliko poznatih pripadnika:
- Pietro (1470. – 1547.), humanist, književnik, tajnik pape Lava X. i kardinal, pisac povijesti Mletaka 1487–1513. Della istoria veneziana (1551.)[1]
- Giovanni (druga pol. 16. st. – prva pol. 17. st.), zapovjednik mlet. pomorskih snaga na Jadranu, dužd[1]
- Davide (16. st.), rašporski kapetan[1]
- Petar (Pietro) (16. st.), krčki biskup 1564–89.[1]
- Lorenzo (17. – 18. st.), baljanski podestat[1]
- Federico (Fedrigo; 17. st.), labinski podestat[1]
- Vincenzo (17. st.), koparski podestat i kapetan[1]
- Francesco (18. st.), mletački rektor[1]
- Pietro (18. st.), mletački rektori[1]
- Zorzi (Giorgio; 18. st.), koparski kapetan i podestat (1738. – 39.), rješavatelj graničnog pitanja s Austrijom[1]